# Cultura de Yemen

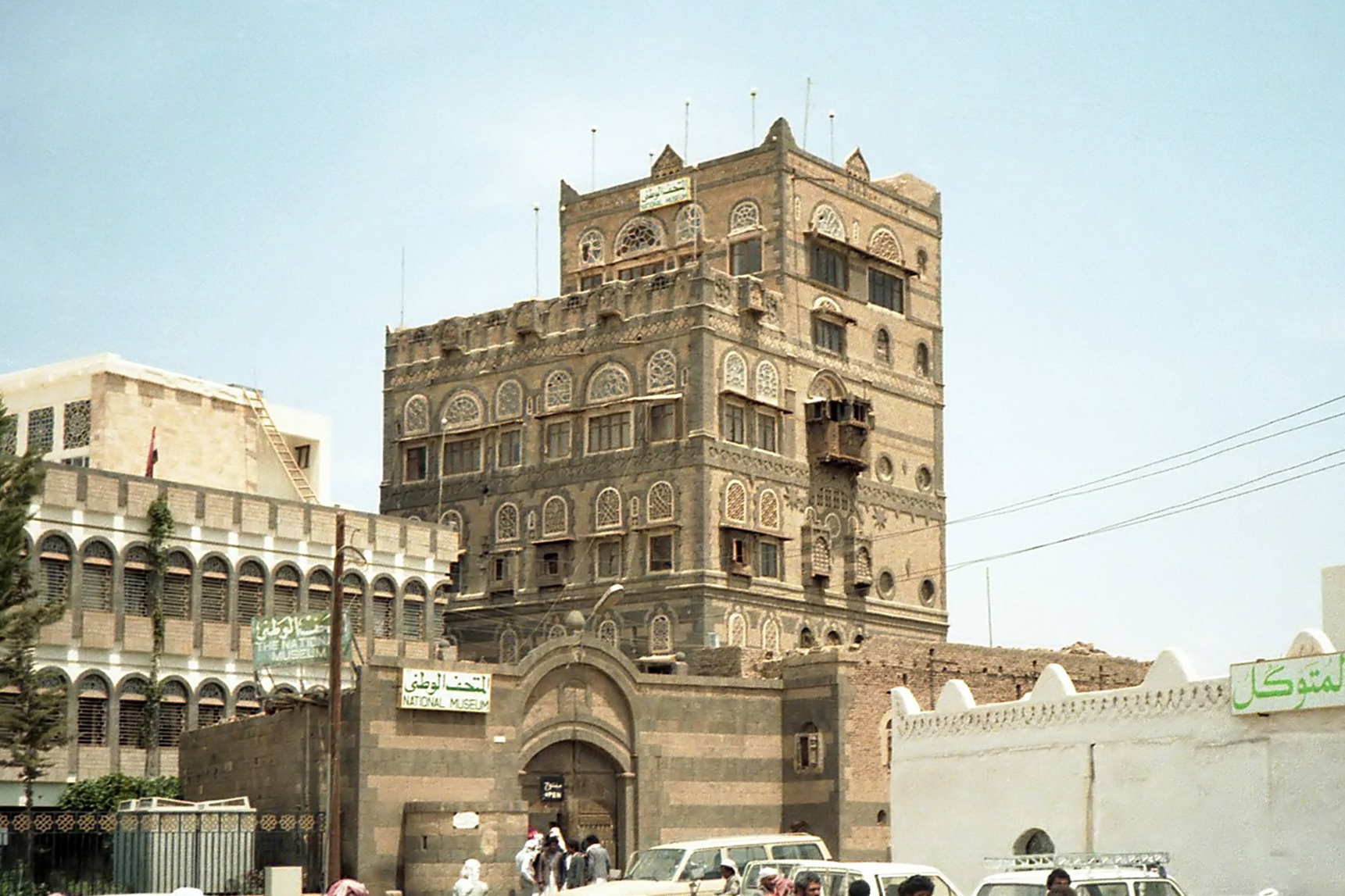
El Museo Nacional de Saná

La Cultura de Yemen es el resultado de la influencia de muchas civilizaciones de Oriente Medio, como la antigua civilización de Sheba.

## Gastronomía
Artículo principal: Gastronomía de Yemen.

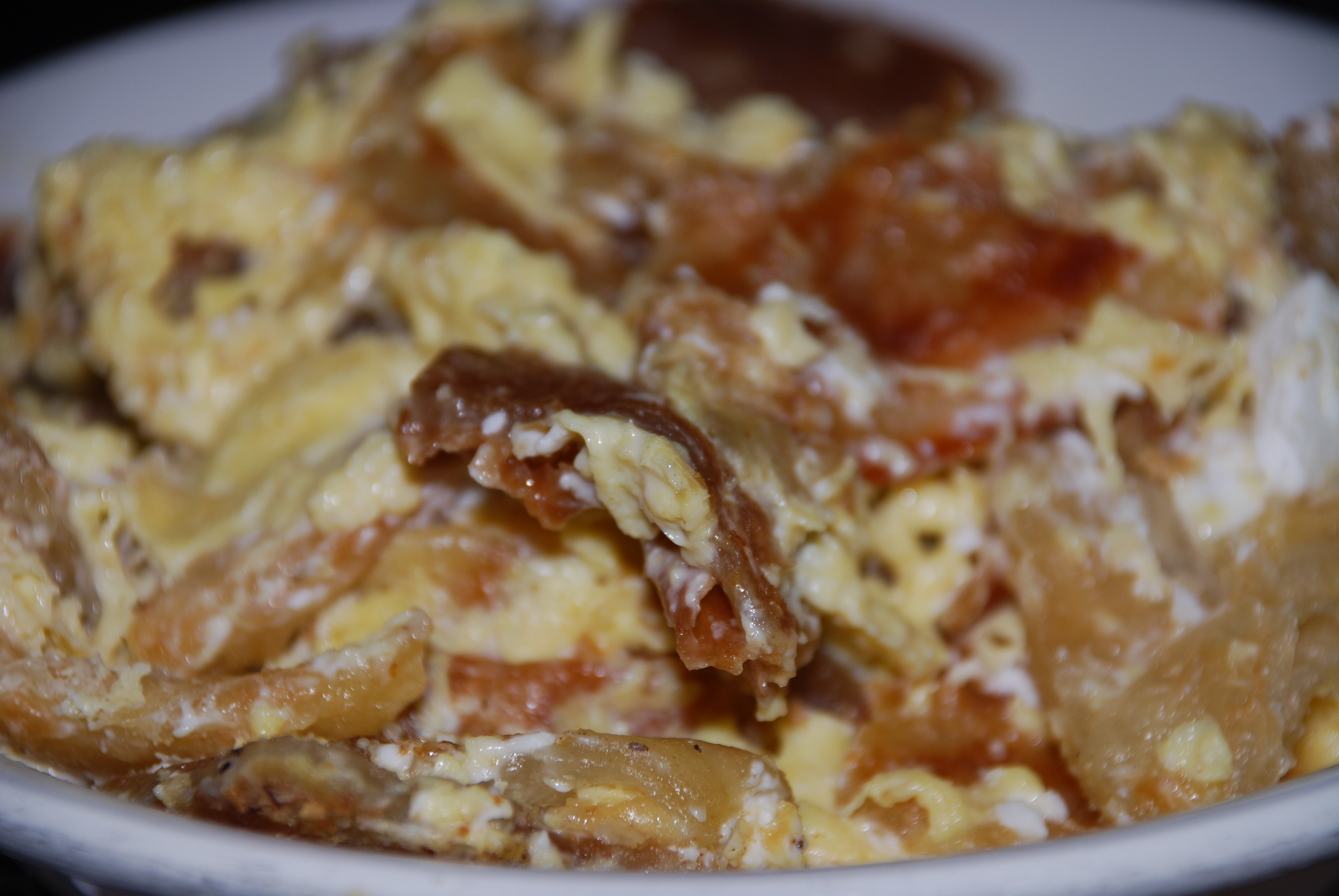
Fatut, pan frito yemení con huevos.

La cocina yemení varía por completo de gran parte de la gastronomía de Oriente Medio, y también dispone de gran variedad regional. Se perciben profundas influencias otomanas debido a la ocupación turca en el pasado.

### Ingredientes
Las principales carnes que se utilizan en la cocina yemení son el pollo y el cordero. El pescado también es frecuente en las regiones costeras.
El queso, la mantequilla y otros productos lácteos son poco frecuentes en la dieta yemení, salvo en lugares específicos donde son de uso corriente. El aceite vegetal se utiliza para dar sabor a los platos y el semn (سمن) (manteca diluida) suele ser la base de la repostería.

### Bebidas
El té es una bebida tradicional entre los yemeníes, que suelen tomarlo tras mascar qat. Las variedades más habituales son el té de leche, el té negro (con clavo, cardamomo o menta). También se tomán variedades de café como el Qishr, Qahwa, e influsiones como el Karkadé.
Aunque el café y el té se consumen por todo Yemen, el café es preferido en Saná, mientras el té se prefiere en Adén y Hadramaut. El té se toma en el desayuno, después de la comida (a menudo acompañado de dulces y pastas) y durante la cena. Habitualmente se le añade clavo, cardamomo y menta.

## Música

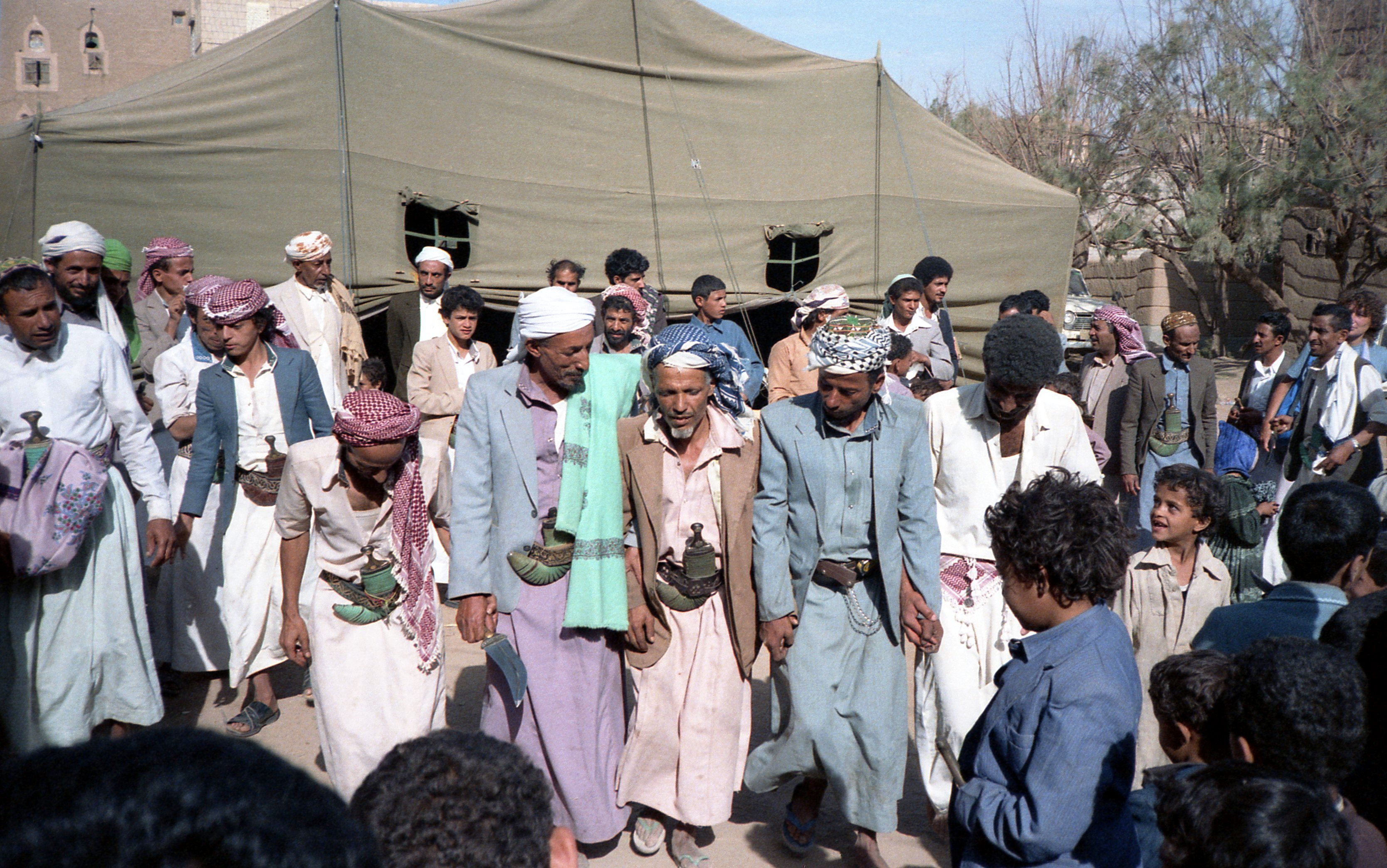
Una danza en Sa'dah, noroeste de Yemen.

La música yemení está fuertemente influenciada por los elementos y géneros musicales de la península arábiga y la música yemení es conocida en el extranjero gracias a músico populares panárabes y los judíos yemeníes que se convirtieron en estrellas musicales en Israel durante el siglo XX. En el mundo árabe, Yemen ha sido considerado tradicionalmente un centro musical importante.
El himno nacional de Yemen es República Unida, escrito por Abdallah "al-Fadhool" Abdulwahab Noman.
La UNESCO proclamó la tradición de las canciones poéticas de Saná, llamadas al-Ghina al-San'ani una obra maestra de la herencia oral e intangible de la humanidad el 7 de noviembre de 2003.

### Música folklórica
La música tradicional yemení habitualmente forma parte del hogar, y se toca y canta en una habitación rodeada de ventanas en lo alto de la casa llamada mafraj, normalmente mientras se masca qat (unas hojas de un arbusto local con efectos estimulante y psicoactivos similares a las anfetaminas). Esta clase de interpretación basada en la entonación poética recibe el nombre de homayni; y su tradición se remonta al siglo XIV. Dos de los músicos yemeníes más famosos, Ahmed Fathey y Osama al Attar residen ahora en los Emiratos Árabes Unidos. El estilo homayni de Saná, la capitán yemení es el más popular en la actualidad..
Existe una importante comunidad yemení en Cardiff y otras ciudades de Gales. En los últimos años la música yemení se ha convertido en parte de la escena musical galesa. [cita requerida]

### Músicos yemeníes
- Abubakr Salim Balfaqih
- Ahmad as-Sunaydar
- Ahmad Qasim
- Ahmed Fathey
- Ali al-Aanisi
- Ali as-Simah
- Ayoob Tarish Absi
- Faisal Alawi
- Fouad al-Kibsy
- Jamil Ghanim
- Muhammad Hamood al-Harithi
- Muhammad Murshid Naji

## Cine
La industria cinematográfica yemení se encuentra en sus primeras fases y hasta 2008 sólo han sido creadas dos películas yemeníes. En el año 2005 Un nuevo día en la vieja Saná, que cuenta la historia de un joven que se debate entre casarse por la tradición o continuar con la mujer a la que ama.
En agosto de 2008 el ministro de interior de Yemen, Mutahar al-Masri, apoyó el lanzamiento de una nueva película para educar al público sobre las consecuencias del extremismo islámico. La apuesta perdida fue producida por Fadl al-Olfi. La trama sigue a dos yemeníes que regresan a su país tras años viviendo el extranjero, enviados por un jefe de Al Qaeda para reclutar nuevos miembros y llevar a cabo operaciones terroristas en Yemen.

## Educación
Desde el año 2000 el gobierno yemení ha introducido un proyecto educativo con el que pretende introducir cambios significativos en el sistema de educación, reduciendo el analfabetismo a menos del 10 % para el año 2025. Aunque el gobierno de Yemen ofrece educación gratuita y obligatoria para los niños entre 6 y 15 años, el Departamento de los Estados Unidos ha informado que la obligatoriedad no es reforzada. El gobierno ha desarrollado en el año 2003 una Estrategia de Desarrollo Educativo Nacional Básico que pretende proporcionar educación a los niños yemeníes entre 6 y 14 años y también reducir las diferencias entre hombres y mujeres en zonas rurales y urbanas.
También se ha diseñado un proyecto de siete años para promover la igualdad de sexos y la calidad y eficiencia de la educación secundaria, concentrándose en las niñas de las zonas rurales que fue aprobado por el Banco Mundial en marzo del año 2008.